# Ashanti Gold SC
L'Ashanti Gold Sporting Club és un club de futbol de la ciutat d'Obuasi, Ghana.

## Història
El club es fundà el 1978 per un grup de treballadors de l'Ashanti Goldfields Corporation amb el nom de Obuasi Goldfields Sporting Club. El 2004 el club fou comprat per l'empresa Anglogold Ashanti i adoptà el nom actual. Fou finalista de la Copa de Campions africana el 1997.

## Palmarès
- Lliga ghanesa de futbol: [2]
  - 1993–94, 1994–95, 1995–96, 2014–15
- Copa ghanesa de futbol: [3]
  - 1992–93
- Ghana Telecom Gala: 
  - 1995/96